# 1320年代
1320年代（せんさんびゃくにじゅうねんだい）は、西暦（ユリウス暦）1320年から1329年までの10年間を指す十年紀。

## できごと

### 1324年
- 正中の変

### 1325年
- イヴァン1世モスクワ大公となる。

### 1328年
- フィリップ6世即位（ヴァロア朝のはじめ）。